# Gorgoglione
Gorgoglione är en ort och kommun i provinsen Matera i regionen Basilicata i Italien. Kommunen hade 960 invånare (2017).